# اولاینن
اولاینن (به لاتین: Oulainen) یک شهرک در فنلاند است که در اوستروبوتنیای شمالی واقع شده‌است. این شهرک در سال ۲۰۱۷ میلادی ۷٬۴۲۹ نفر جمعیت داشته‌است.

## خواهرخوانده
شهرهای لیلهامر و بخش لکساند خواهرخوانده‌های اولاینن هستند.